# 김주나
김주나(1994년 2월 8일 ~ )는 대한민국의 가수이다.

## 음반 목록

### 싱글
- "너없이 어떻게..." (2015, 상류사회 OST)
- "Summer Dream" (2016)
- "신의 한 수 (Acoustic Ver.)" (2017, 화랑 OST)

## 출연 작품

### 텔레비전 프로그램
- 2016년 Mnet PRODUCE 101
- 2016년 KBS 불후의 명곡
- 2017년 MBC 듀엣가요제
- 2019년 MBC 미스터리 음악쇼 복면가왕